# Brånshult
Brånshult  är en by med småbruksegnahem samt en tidigare gård i södra delen av Kristbergs socken i Motala kommun, Östergötlands län. Brånshult är belägen vid riksväg 34 mellan Kristberg och Borensberg. Bebyggelsen var av SCB klassad som en småort mellan 1995 och 2020 samt från 2023

## Historia
Föreningen Egna Hem i Motala (FEM) inköpte 1895 gården Brånshult och lät stycka upp den till en av Sveriges första småbrukskolonier bestående av tolv småbruksegnahem och fyra bostadsegnahem. Inspiration kan ha hämtats från småbruksegnahemmen i Kulla, likaså i Kristbergs socken, och i Ervasteby i dåvarande Motala landskommun. 

## Samhället
Bebyggelsen klättrar upp på längs den markanta randås som i denna trakt löper parallellt med sjön Boren.

## Stenåldersboplatsen Brånshult
På en liten kulle på en åker i närheten av Boren finns rester av en stenåldersboplats, sannolikt från den äldre stenåldern och kanske 8.000 år gammal. En enklare byggnad eller hydda låg på kullens sluttning. Sanden gjorde att man slapp fukt och väta. På marken finns spår av människor i form av avslag av flinta och bearbetad kvarts. Flintan användes till pilspetsar och kvartsen till att bearbeta skinnen från djuren man jagade. I närheten fanns hjort och vildsvin i den tidens täta ädellövskogar. I Boren var det riklig tillgång på fisk och sjöfåglar.
Boplatsen vid Brånshult användes främst under sommaren då man samlade, fiskade och jagade. Denna period kallas inte av en slump för jägar- och samlarstenåldern. Vintertid vistades individer, familjegrupper, stammar och klaner på andra platser. Där samlades man varje vinter i större antal.